# Пілотований космічний політ

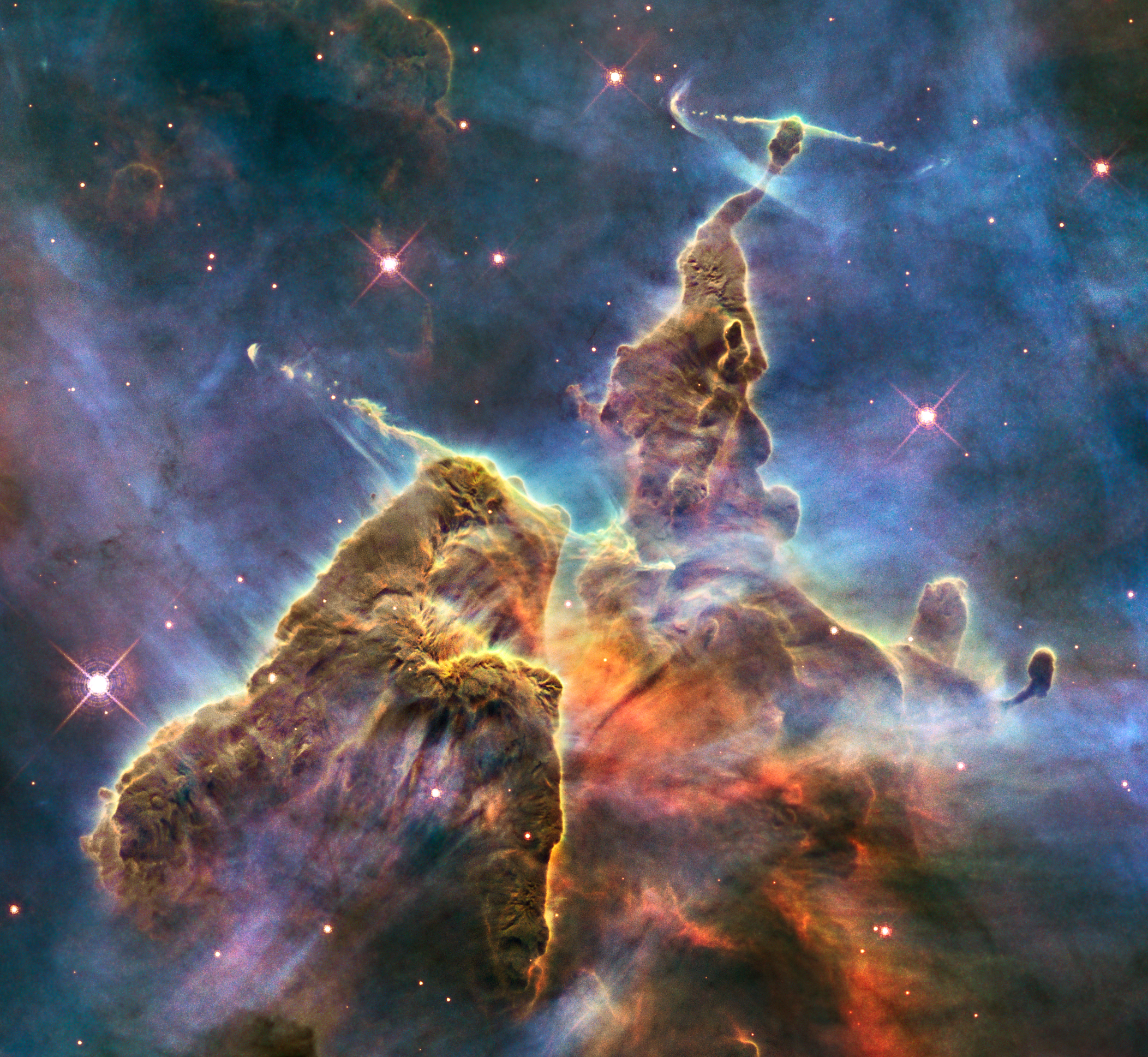
Космос (знімок зроблено телескопом Габбл)

Пілотований космічний політ — подорож людини у космос, на орбіту Землі та за її межі, що виконується за допомогою пілотованих космічних апаратів.
Доправлення людини до космосу здійснюється космічними кораблями. Довготривале перебування людей на орбіті Землі забезпечується орбітальними космічними станціями. Людей, які здійснюють космічні польоти, називають космонавтами (у США та деяких інших країнах — астронавтами).
Космічний апарат, який перевозить людей, може пілотуватися безпосередньо людським екіпажем, віддалено керуватися з наземних станцій або може бути автономним, тобто здатним виконувати завдання без участі людини.
Країни, спроможні здійснювати космічні польоти на своїх космічних кораблях, що запускаються власними ракетами-носіями, іноді іменують космічними наддержавами. Здатності виконувати пілотовані космічні польоти передує спроможність країни, як космічної держави, виконувати запуски своїх супутників на власних ракетах-носіях. Через великі економічні та інтелектуальні витрати космічних наддержав набагато менше ніж космічних держав. Станом на 2020 рік пілотовані космічні польоти виконувалися в Російській Федерації (раніше — в колишньому СРСР, з 1961), США (з 1961) і КНР (з 2003). 2004 року американською компанією Scaled Composites були здійснені три суборбітальні пілотовані космічні польоти з використанням корабля SpaceShipOne.
Через численність небезпек для безпосереднього виконання космічного польоту людиною першими «космонавтами» стали тварини — собаки та мавпи.

## Вступ

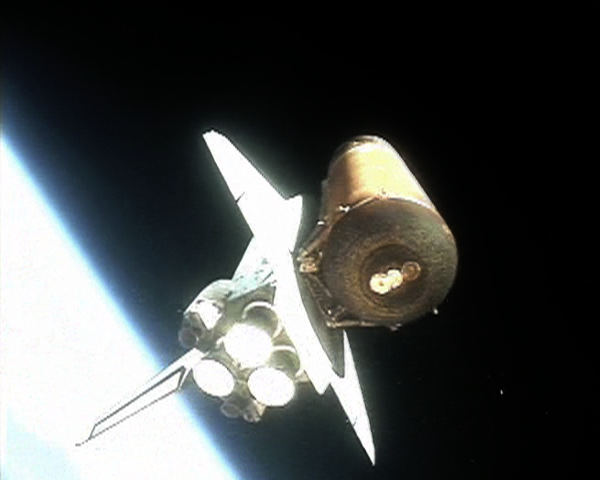
Космічний шатл Діскавері STS-121 вирушає до космосу з екіпажем на борту. 2006

Раніше космічний політ зазвичай мав урядову підтримку, але від початку 21-го століття комерційний космічний політ поступово здобуває усе більшу вагу. Перший приватний космічний політ людини відбувся 21 червня 2004 року, коли SpaceShipOne здійснив суборбітальний політ, а низка недержавних компаній працювали над розвитком космічного туризму. НАСА також зіграло свою роль у заохоченні приватних космічних польотів за допомогою таких програм, як: Commercial Orbital Transportation (COTS) і Commercial Crew Development (CCDev). Бюджетні пропозиції на 2011 рік у США, прийняті адміністрацією президента Обами, просували модель, у якій комерційні компанії будуть надавати НАСА транспортні послуги як пасажирським, так і вантажним транспортом на низьку навколоземну орбіту. Транспортні засоби, які буде використано для цих потреб, могли б потім служити як НАСА, так і ймовірним комерційним споживачам. Комерційне постачання МКС почалося за два роки до «виходу на пенсію» шатлів, а комерційні запуски екіпажів мали початися до 2017 року.
Після припинення використання американського космічного корабля Спейс Шаттл 2011 року через високу аварійність (два з п'яти побудованих човників вибухнули), лише Російська Федерація та Китайська Народна Республіка зберегли можливості космічних польотів людини за програмами «Союз» і «Шеньчжоу», відповідно. Станом на 2020 рік, усі експедиції на Міжнародну космічну станцію (МКС) використовували кораблі «Союз», які залишалися пристикованими до станції, щоби за потреби швидко повернутися. Сполучені Штати розробляли проєкти комерційних перевезень екіпажів, для полегшення доступу до МКС на навколоземній орбіті, а також транспортний засіб Orion, для застосувань на позаземних орбітах.

## Історія
Проєкт реактивного літального апарата 1881 року розробив український винахідник і революціонер-народник Микола Кибальчич.
Можливість космічного польоту людини було вперше доведено під час холодної війни між Сполученими Штатами і Радянським Союзом, який виготовив перші міжконтинентальні балістичні ракети для доправлення ядерної зброї. Ці ракети були досить великими, щоби бути пристосованими для виведення перших штучних супутників на низьку навколоземну орбіту.
1957 і 1958 року у колишньому СРСР було запущено перші супутники, США почали працювати над проєктом «Меркурій» для виведення на орбіту однієї людини, а СРСР для досягнення того ж, таємно розробляв програму «Восток».

Космічний апарат Восток, який доправив першу людину на орбіту Землі

12 квітня 1961 року за програмою «Восток», під керівництвом уродженця Житомира, українського радянського науковця-конструктора, Сергія Корольова та за участі радянського космонавта Юрія Гагаріна на борту, було здійснено перший в історії людства космічний політ.
5 травня 1961 року США запустили свого першого астронавта Алана Шепарда у суборбітальний політ, на борту Freedom 7 («Свобода-7») ракетою Mercury-Redstone. На відміну від Гагаріна, який перебував в автоматичному польоті, Шепард вручну керував положенням свого космічного корабля. Першим американцем на орбіті був Джон Гленн на облавку корабля Friendship 7 («Дружба-7»), який було запущено 20 лютого 1962 року ракетою «Mercury-Atlas». Шепард і Гленн, таким чином здійснили перші повні суборбітальні та орбітальні польоти людини в космос, за тодішніми визначеннями Міжнародної авіаційної федерації, хоча визнавалося, що Гагарін був першою людиною, яка полетіла в космос. СРСР запустив ще п'ять космонавтів у кораблях-капсулах «Восток», зокрема вперше жінку, Валентину Терешкову на борту корабля «Восток-6» 16 червня 1963 року. За той же час США запустили двох людей у суборбітальний політ, і чотирьох астронавтів на навколоземну орбіту.
Президент США Джон Кеннеді підняв ставки космічних перегонів, поставивши за мету висадити людину на Місяць і успішно повернути її на Землю до кінця 1960-х років. 1961 року США розпочали програму «Аполлон».
СРСР замовчував власні наміри доправити людей на Місяць і, щоби змагатися з американськими кораблями «Джеміні» (Близнюки), почав збільшувати внутрішні розміри одномісної капсули «Восток» для створення корабля-капсули «Восход», що мав би екіпаж з двох або трьох осіб.
1964 і 1965 виконано два пілотовані орбітальні польоти за програмою «Восход» і 8 березня 1965 року здійснено перший в історії людства вихід у відкритий космос Олексієм Леоновим з корабля «Восход-2».
У корабля «Восход» не було можливості, як у «Джеміні», маневрувати на орбіті, і програму було припинено. Польоти американських «Джеміні» подолали попереднє радянське лідерство виконанням кількох виходів у відкритий космос і вирішенням проблеми втоми космонавтів, викликаної нестачею сили тяжіння, показали витривалість людини під час перебування у космосі до двох тижнів і здійснили перші космічні рандеву — стикування космічних кораблів. 1966 року Сполучені Штати з кораблем «Джеміні-11» досягли найвищого показника на навколоземній орбіті — 1374 км.

### Висадка на Місяць

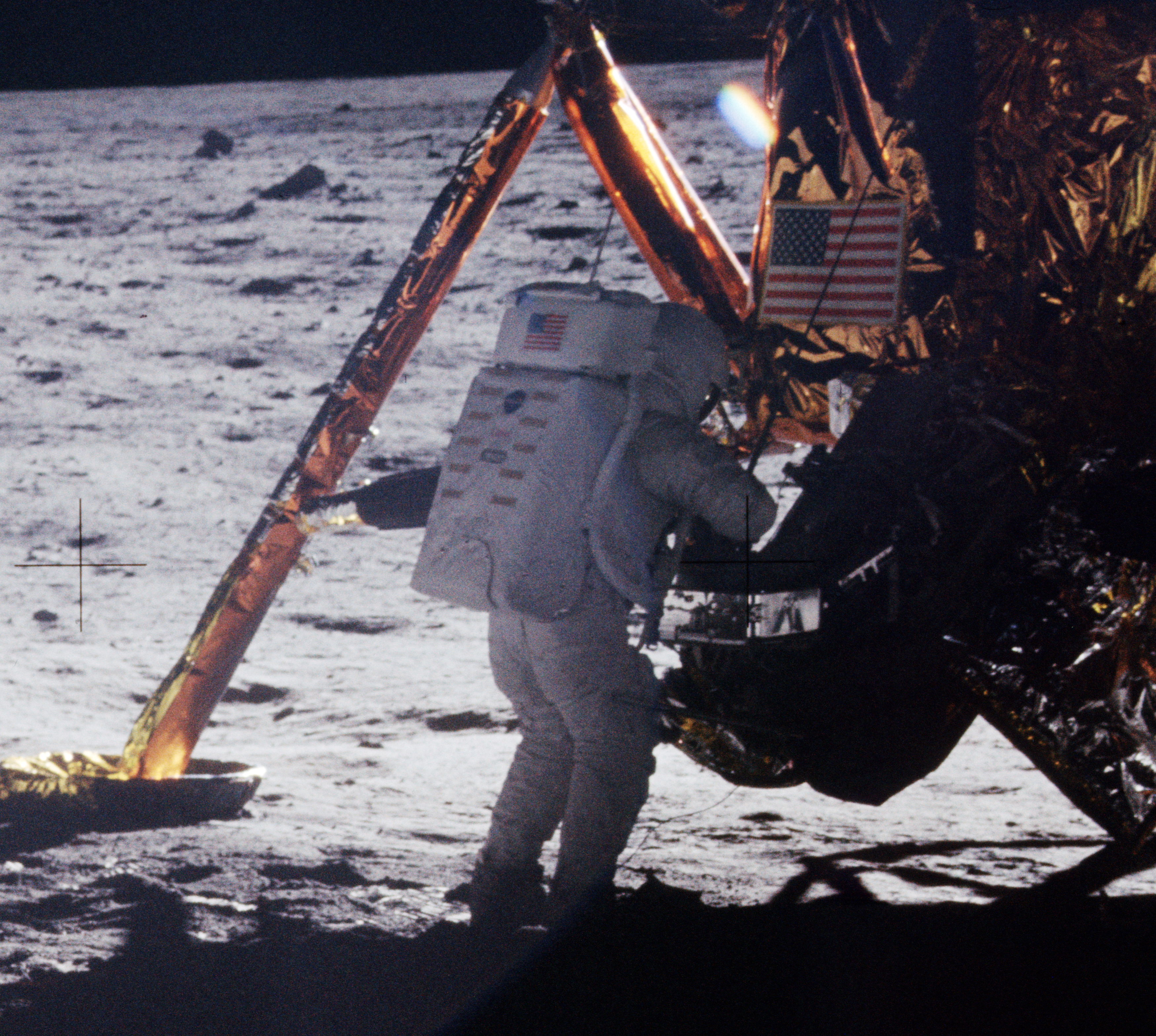
Ніл Армстронг став першою людиною, яка приземлилася та прогулялася Місяцем, у липні 1969 року.

США вдалося розробити ракету «Saturn V», здатну відправити космічний корабель «Аполлон» на Місяць, і у грудні 1968 року доправили Френка Бормана, Джеймса Ловелла і Вільяма Андерса на орбіту навколо Місяця, де вони зробили 10 обертів на кораблі «Аполлон-8». У липні 1969 року, «Аполлон-11», досяг мети президента Кеннеді, висадивши Ніла Армстронга і Базза Олдріна, на Місяць 21 липня, і успішно повернувши їх на Землю 24 липня, разом із пілотом командного модулю, Майклом Коллінзом. Загалом, упродовж шести місій «Аполлон», до 1972 року на Місяць висадилося 12 осіб, щоби пройтися по ньому (ці події ретельно приховувалися радянською владою десятки років).
СРСР таємно працював над програмами обльоту Місяця і висадки людини на супутник Землі. Радянські конструктори успішно розробили тримісний космічний корабель «Союз» для використання у Місячних програмах, але не змогли розробити ракету Н-1, необхідну для висадки людини, 1974 року здійснення Місячних програм було припинено.

### Орбітальні станції
Із програшем перегонів за Місяць, радянські фахівці, зосередилися на розвитку космічних станцій, та використали Союз як пором для доправляння космонавтів на станції та повернення з них. Серія космічних станцій «Салют» запускалася з 1971 по 1986 роки. З 1973 по 1977 рік у СРСР було запущено три військові станції «Алмаз», замасковані під наукові станції «Салют».

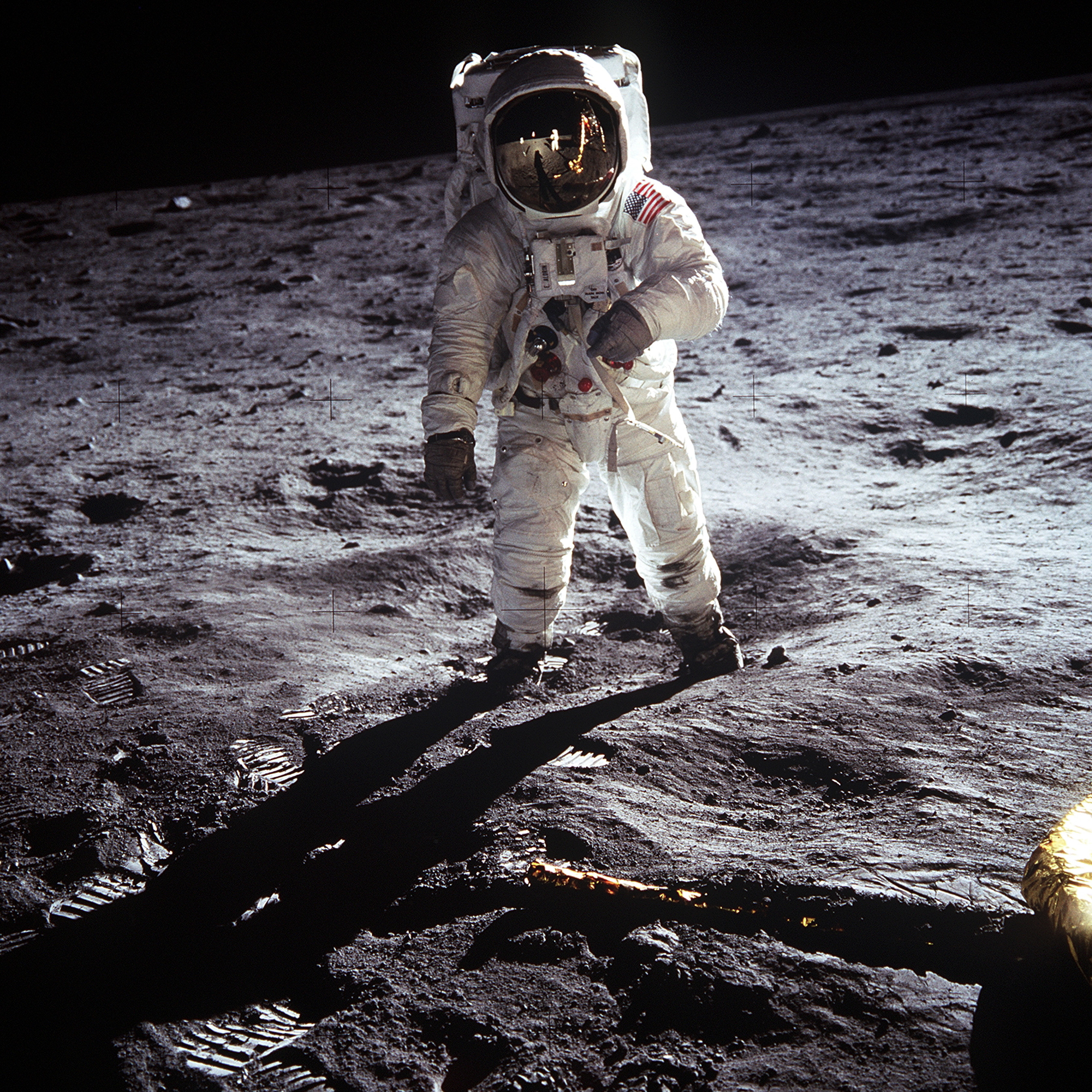
Аполлон-11, Базз Олдрін на Місяці, 1969 рік

1973 року, після програми «Аполлон», США запустили космічну станцію «Скайлеб»; три екіпажі доправлялися космічними кораблями «Аполлон» і перебували на борту загалом 171 добу. Президент Річард Ніксон і генеральний секретар ЦК КПРС Леонід Брежнєв вели переговори щодо поліпшення стосунків, відомих як «розрядка напруженості» у холодній війні. У межах цього вони домовилися про випробувальний проєкт «Аполлон-Союз», за яким 1975 року космічний корабель «Аполлон» зі спеціальним стикувальним модулем, зблизився і зістикувався з кораблем «Союз-19». Американські і радянські екіпажі, обмінялися рукостисканням у космосі, але мета польоту була суто дипломатичною та символічною.
На базі «Салюту» було створено першу модульну напівпостійну космічну станцію «Мир», будівництво якої відбувалося з 1986 по 1996 рік. Станція оберталася на орбіті заввишки 354 км з нахилом 51,6 °. Екіпажі на борту перебували загалом 4592 днів, а 2001 року станція здійснила контрольований схід з орбіти.

### Багаторазові кораблі
Space Task Group (Група космічних завдань) США 1969 року запропонувала програму «Система космічного транспорту», засновану на багаторазовому космічному кораблі, який складався з крилатого орбітального апарата, що спалював рідкий водень, та потужної ракети-носія з гасом. Інші складові системи: постійна модульна космічна станція, багаторазовий космічний буксир та ядерний міжпланетний пором, що можливо дозволило би доправити людей на Марс у проміжку з 1986 по 2000 роки, залежно від рівня виділеного фінансування. Конгрес США не підтримав фінансування такого значного проєкту, і виділив кошти лише на «Шаттл». Плани було скорочено, щоби зменшити ризик, вартість і час, пілотований розгінний апарат замінили двома повторно застосовуваними, твердопаливними прискорювачами, а менший орбітальний корабель мав би використовувати зовнішній паливний бак для живлення власних основних двигунів, що працюють на водні.
Дві країни (СРСР та США), продовжували змагатися, а не співпрацювати у космосі, отже США зосередилися на розробці космічного корабля і проєктуванні космічної станції, що отримала назву «Freedom».
«Спейс Шаттл» почав літати 1981 року, але Конгрес США не зміг затвердити достатні кошти, щоби перетворити Freedom на дійсність. Було побудовано флот з чотирьох човників: «Колумбія», «Челленджер», «Діскавері» і «Атлантіс». П'ятий шаттл «Індевор» був виготовлений, замість «Челленджера», який було втрачено через аварію під час запуску 28 січня 1986 року, коли загинуло 7 астронавтів.

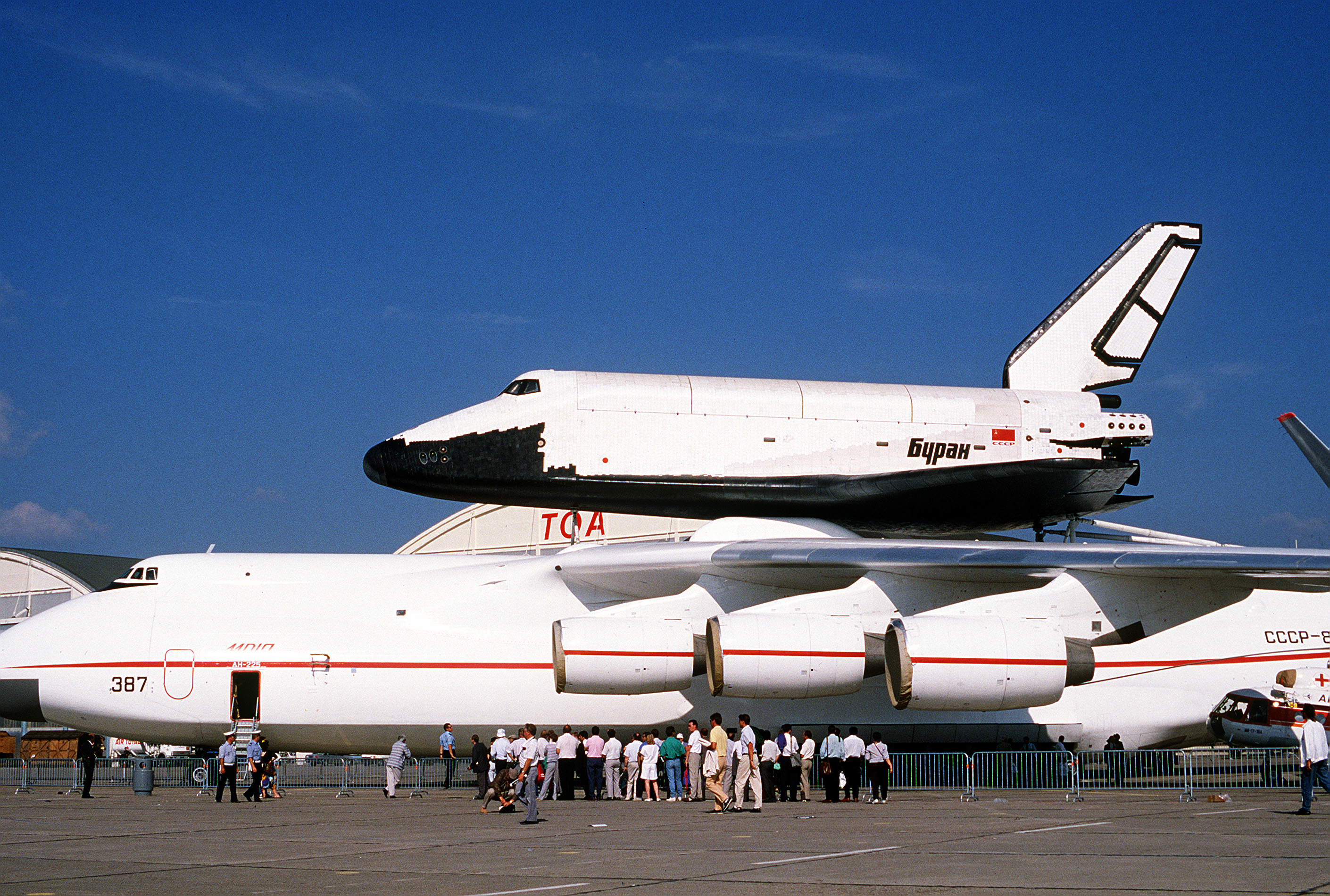
Ан-225 «Мрія» і «Буран». 38-й авіасалон в Ле-Бурже 1989 рік.

«Шаттли» з 1983 по 1998 рік здійснили двадцять два рейси з космічною лабораторією європейського космічного агентства «Спейслеб». Задля розміщення та налагодження космічного телескопа Габбла два Шаттли досягли висоти понад 600 кілометрів.
СРСР скопіював багаторазовий орбітальний корабель «Шаттл», який назвали «Буран». Його було спроєктовано для виведення на орбіту ракетою-носієм «Енергія», зі здатністю здійснювати роботизований орбітальний політ і посадку. На відміну від американського човника, у Бурану не було основних ракетних двигунів, хоча як і «Шаттл» він використовував власні орбітальні маневрові двигуни для корекції своєї остаточної орбіти. У листопаді 1988 року було успішно виконано єдиний безпілотний орбітальний випробувальний політ. Другий пробний політ був запланований 1993 року, але програму було скасовано через відсутність фінансування та розпад Радянського Союзу 1991 року. Ще два орбітальні апарати не було добудовано, а сам Буран був зруйнований через обвалення даху ангара у травні 2002 року.
Літак Мрія, який було виготовлено Серійним заводом «Антонов» у Києві для програми Буран, був відновлений українськими фахівцями, і станом на 2020 рік успішно виконував комерційні польоти з перевезення дуже великих вантажів. 27 лютого 2022 року, під час російського вторгнення в Україну, внаслідок обстрілів, найбільший у світі літак було зруйновано.

### Співпраця США, України та РФ
Розпад Радянського Союзу 1991 року закінчив холодну війну та відкрив двері для справжньої співпраці між США, Україною та РФ. Радянські програми «Союз» і «Мир» було передано Федеральному космічному агентству Російської Федерації, на базі якого 28 грудня 2015 року було створено Державну корпорацію «Роскосмос».
За програмою «Шаттл-Мир» американські космічні човники відвідували космічну станцію «Мир», російські космонавти літали на «Шаттлі», американські астронавти прилітали на борту космічного корабля «Союз», для тривалого перебування на космічній станції «Мир».

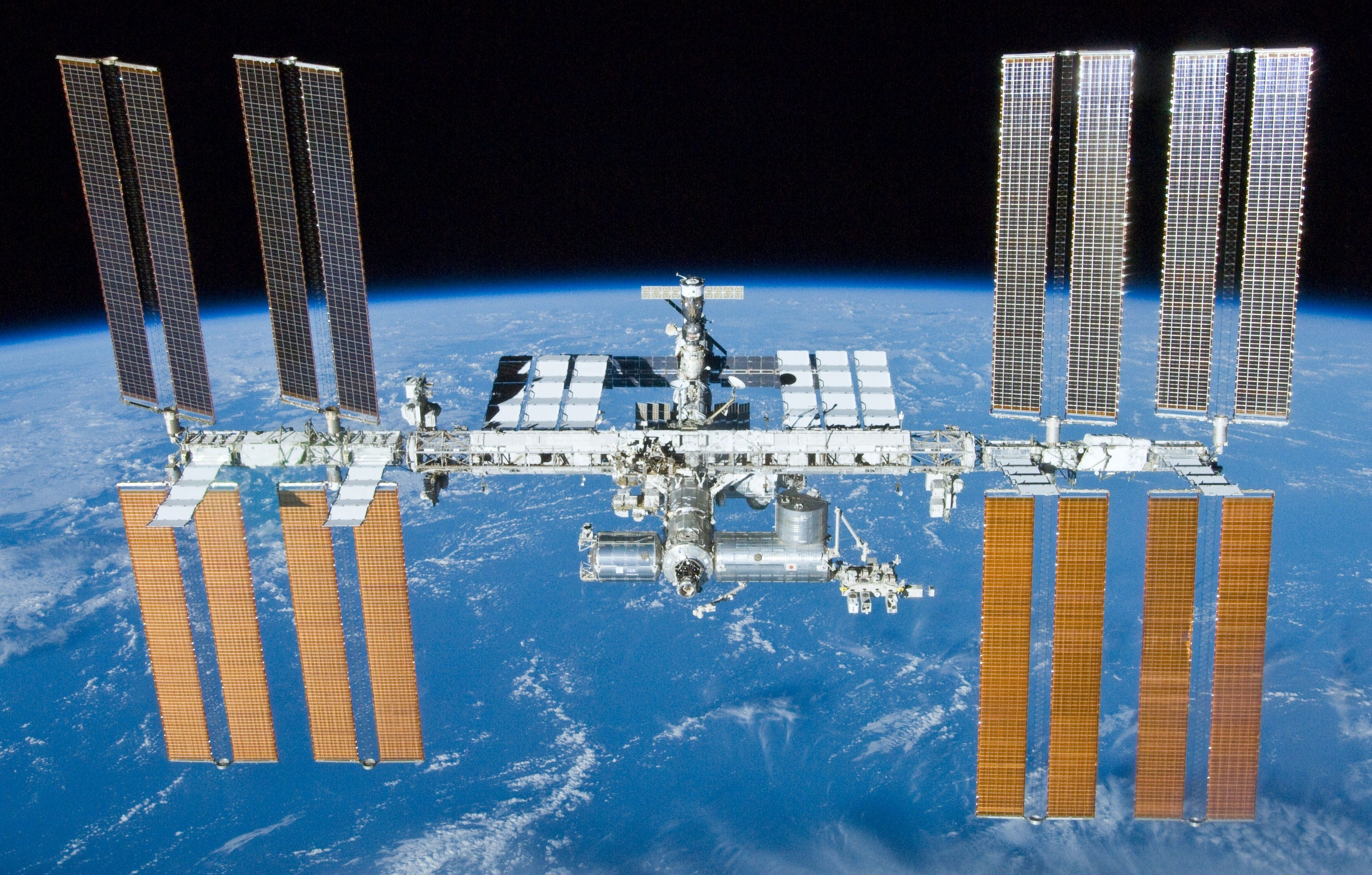
Міжнародна космічна станція, зібрана на орбіті США і Російською федерацією

1993 року президент Білл Клінтон заручився підтримкою Російської федерації у перетворенні запланованої Космічної станції Freedom, на Міжнародну космічну станцію (МКС). Будівництво станції почалося 1998 року. Орбіта станції висотою 409 км має нахил 51,65 °.
Програму «Спейс Шаттл» було завершено 2011 року після 135 орбітальних польотів, деякі з котрих допомагали збирати, забезпечувати МКС і доправляти на неї екіпажі. Корабель Колумбія було втрачено через аварію під час спуску, 1 лютого 2003 року — загинуло 7 астронавтів.
22 квітня 2017 року приватний космічний корабель Cygnus, який було запущено 18 квітня з американської бази ВПС на мисі Канаверал, усьоме доправив на Міжнародну космічну станцію наукові прилади та їжу. Доправлення припасів забезпечила компанія Orbital ATK, з якою у НАСА є угода. Оскільки маса вантажу виявилася завеликою — понад 3,5 тонни, було використано ракету-носій Atlas V (раніше, наприклад у жовтні 2016 року, задля доправлення вантажів на МКС, використовували ракету Antares з першим ступенем українського виробництва). Ракету «спіймала» та встановила на модуль «Юніті» роботизована рука. Космічний корабель не призначений для повернення на Землю, тому після його розвантаження, в нього помістили сміття і відправили у контрольоване падіння, під час якого він згорів в атмосфері.
20 квітня 2017 року з космодрому Байконур на МКС вилетів та успішно пристикувався космічний корабель «Союз МС-04» з російським космонавтом — командиром, та американським астронавтом — бортінженером.
Черговий успішний запуск на МКС американсько-української ракети Antares з близько 3,6 тоннами вантажу, відбувся 03 жовтня 2020 року о 05:44 за київським часом (о 21:16 за Вашингтоном). [Архівовано 18 жовтня 2020 у Wayback Machine.]

### Китай
Після запуску Радянським Союзом супутника № 1 1957 року голова Китайської Народної Республіки Мао Цзедун мав намір до 1959 року розмістити на орбіті китайський супутник, щоби цим відзначити 10-річчя з дня заснування КНР. Цього зробити не вдалося, і 14 липня 1967 року Мао та прем'єр-міністр Чжоу Еньлай вирішили, що КНР не слід залишатися позаду, та запустили власну програму космічних польотів — космічний корабель Шуґуан, копія американського Джеміні. З фінансових і політичних причин програму скасували 13 травня 1972 року.
Згодом, Китайська народна республіка розробила космічний корабель «Шеньчжоу», схожий на радянський «Союз», і стала третьою державою, що здійснила самостійно політ людини у космос, запустивши Ян Лівей у 21-годинний політ на борту «Шеньчжоу-5» 15 жовтня 2003 року.
29 вересня 2011 року Китай запустив космічну станцію «Тяньгун-1» (небесна світлиця) та дві місії космонавтів: «Шеньчжоу-9», 16-29 червня 2012 року, з першою жінкою-космонавтом Китаю, Лю Янь і «Шеньчжоу-10», 13-26 червня 2013 року. Орбітальну станцію, було виведено з експлуатації 21 березня 2016 року та залишено на 363-кілометровій орбіті, з нахилом 42,77 °. В ніч на 2 квітня 2018 року космічна станція Тяньгун-1 увійшла до атмосфери Землі та згоріла над Тихим океаном.
15 вересня 2016 року Китай вивів на орбіту Землі космічну лабораторію «Тяньгун-2».
20 квітня 2017 року КНР запустила перший безпілотний вантажний космічний корабель «Тяньчжоу-1» («Небесний корабель»). Орбітальна вантажівка мала стикуватися з пілотованою орбітальною станцією «Тяньгун-2» («Небесний палац»), де торік два китайські космонавти провели місяць — це був найдовший для китайської космонавтики пілотований політ. На 2019 рік було заплановано запуск центрального модуля Китайської космічної станції.

### Скасовані програми інших країн
1987 року Європейське космічне агентство почало розробку космічного корабля «Гермес», який мав запускатися одноразовою ракетою-носієм «Аріан-5». Проєкт було скасовано 1992 року після скорочення фінансування.
У 1980-х роках Японія почала розробку випробувального космічного літака HOPE-X, який мав бути запущеним одноразовою ракетою-носієм H-IIA. Але низка невдач 1998 року призвела до скорочення фінансування, а відтак, і скасування проєкту 2003 року.

На 2016 рік. Синє — існували програми космічних польотів людини. Блакитне — затверджено та розписано плани програм з космічних польотів людини. Зелене — плани польоту людини до космосу за простою формою (суборбітальний космічний політ та інше). Коричневе — плани польоту людини за екстремальною формою (космічні станції тощо). Чорне — скасовані офіційні плани щодо космічних польотів людини.

### Перерва після космічного човника у США
Програма «Сузір'я» адміністрації Буша містила плани виходу з програми Шаттла, та заміни її іншими можливостями космічного польоту за межі низької навколоземної орбіти. Адміністрація Обами у федеральному бюджеті Сполучених Штатів Америки 2011 року скасувала «Сузір'я» за перевищення бюджету та відставання від графіку, що не дозволило впроваджувати інновації та вкладати кошти у найважливіші нові технології. Станом на 2016, НАСА розробляло космічний корабель «Оріон», який мав запускатися космічною ракетою-носієм. Згідно з планом Commercial Crew Development, НАСА покладатиметься на транспортні послуги, що надаються приватними компаніями для досягнення низької навколоземної орбіти, такими як: Falcon, Falcon 9 / Dragon V2, Dream Chaser від Sierra Nevada, або Boeing CST-100. 
30 травня 2020 року о 22:22 за київським часом з космодрому на мисі Канаверал в штаті Флорида відбувся запуск на станцію МКС ракети Falcon 9 з частково багаторазовим пілотованим кораблем Crew Dragon. Отже стався перший в історії пілотований політ приватної компанії і перший американський пілотований політ з 2011 року, який перервав багаторічне монопольне становище Російської Федерації з доправлення екіпажів на міжнародну космічну станцію.

### Комерційне приватне космічне поле
З початку 2000-х років було здійснено різні приватні космічні польоти. Деякі з компаній, зокрема Blue Origin, SpaceX, Virgin Galactic і Sierra Nevada, мають чіткі плани просування космічних польотів людини. На 2016 рік, усі ці чотири компанії мали програми розвитку комерційних польотів із пасажирами.
Комерційний суборбітальний космічний апарат, призначений для ринку космічного туризму, розроблявся Virgin Galactic під назвою SpaceshipTwo і мав злетіти у космос приблизно 2018 року. Blue Origin почала багаторічну тестову програму власного нового транспортного засобу Shepard, і провела шість успішних безпілотних випробувальних польотів у 2015—2016 роках. Blue Origin планував запустити «випробувальних пасажирів» у другому кварталі 2017 року, та розпочати комерційні рейси 2018 року.
SpaceX і Boeing розробляли пасажирські орбітальні космічні капсули з 2015 року, та планували польоти астронавтів НАСА на Міжнародну космічну станцію до 2017/2018 років. SpaceX буде перевозити пасажирів на Dragon 2, запущених ракетою Falcon 9. Boeing буде робити це зі своїм CST-100, який запускатиметься ракетою Atlas V. Фінансування розвитку цих технологій забезпечувалося поєднанням державних і приватних фондів, SpaceX надавала більшу частину загального фінансування. У розкладі польотів до МКС перші випробувальні пілотовані польоти вищезазначених кораблів значилися на грудень 2018 року. У той же період SpaceX, плавав здійснити туристичний політ навколо Місяця SpaceX lunar tourism mission.

## Плановані майбутні програми

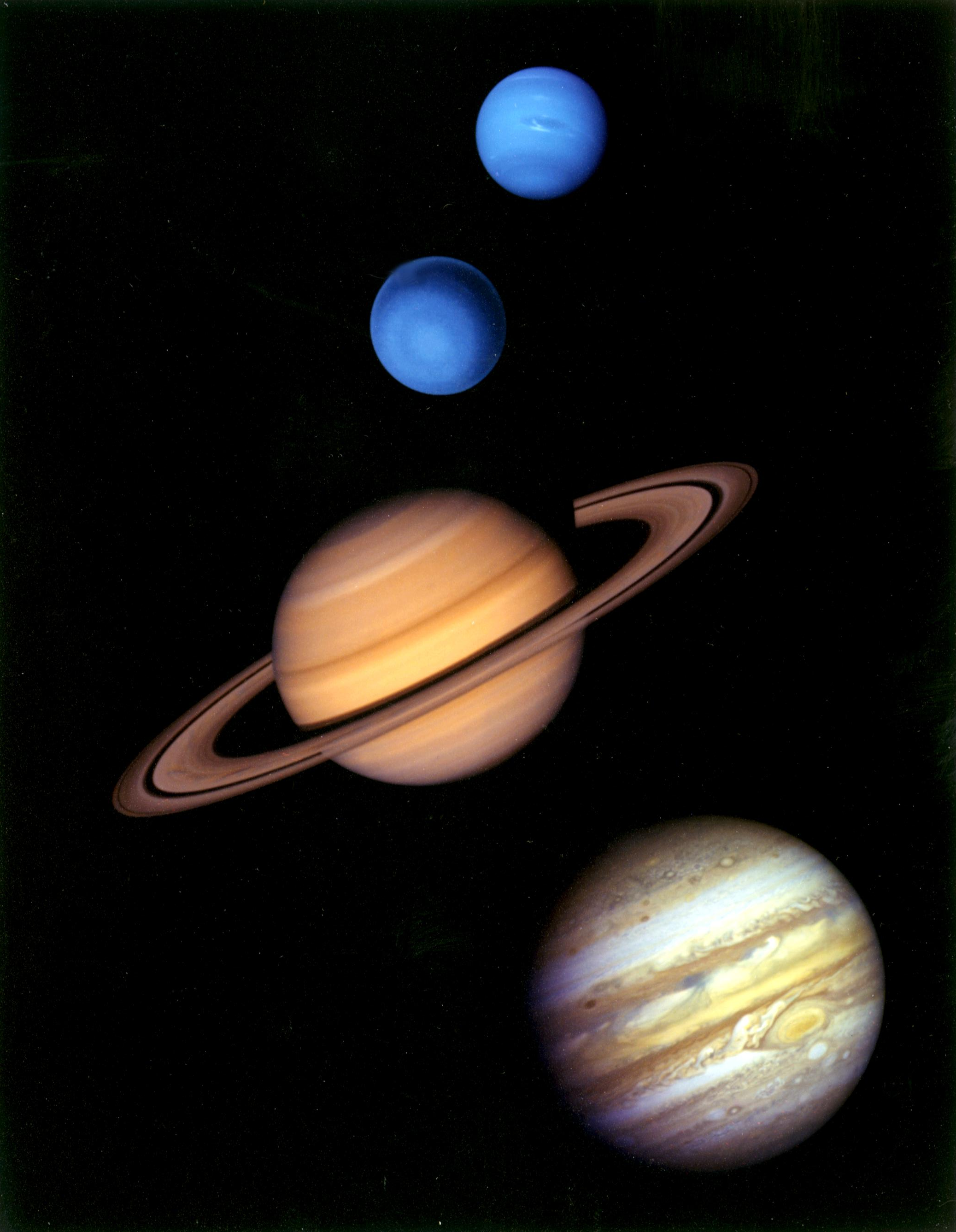
Газовий гігант Сонячної системи

Індійська організація космічних досліджень і розробок розпочала роботу над передпроєктними заходами програми польоту пілотованих космічних апаратів. Мета полягає у доправленні екіпажу з двох осіб на низьку навколоземну орбіту та безпечному поверненні їх у зумовлене місце призначення на Землі. Пропонується реалізувати цю програму у кілька етапів. Станом на 2017 рік, передпроєктні заходи розвивалися з наголосом на розробку критичних технологій для таких підсистем, як: модуль екіпажу (CM), система контролю за станом довкілля та життєзабезпечення (ECLSS), система евакуації екіпажу та інше. Відділ почав попередньо-проєктувальні заходи для вивчення технічних і управлінських питань, пов'язаних з відрядженнями. Програма передбачає створення повністю автономного орбітального транспортного засобу, що може доправляти 2 або 3 членів екіпажу на низькі орбіти (близько 300 км) і безпечно повернути.
НАСА США розробляє план висадки людей на Марс в 2030-ті роки. Перший крок з цієї місії, як очікувалося, буде зроблено приблизно 2020 року, коли НАСА планувало відправити безпілотний корабель до глибокого космосу задля захоплення астероїда. Астероїд планувалося вивести на орбіту Місяця, де почнеться його вивчення астронавтами, доправленими на борту Оріона. Команда Оріона повернеться на Землю зі зразками астероїда і власноруч зібраними даними. Крім розширення космічних можливостей США, ця місія буде випробовувати нещодавно розроблені технології, такі як сонячний електричний рушій, який використовує сонячні батареї для енергії, та вимагає удесятеро менше пального, ніж звичайний хімічний аналог, що застосовувався у космічних човниках на орбітах.
Кілька інших країн і космічних агентств, оголосили та почали здійснювати програми космічних польотів людини, за власними технологіями: Японія (JAXA), Іран (ISA) та Малайзія (MNSA).

## Міркування безпеки
Є два основні джерела небезпеки у космічному польоті: вороже людському тілу довкілля, та наявні умови для механічних несправностей устаткування, потрібного для виконання місії.
Розробники космічних подорожей людини стикаються з низкою проблем безпеки.

### Забезпечення життєдіяльності
Безпосередні потреби у дихальному повітрі та питній воді вирішують системи життєзабезпечення космічного корабля.
31 грудня 2012 року дослідження, проведене за підтримки НАСА, показало, що космічний політ може завдати шкоди головному мозку космонавтів і прискорити початок хвороби Альцгеймера.
У жовтні 2015 року Управління Генерального інспектора НАСА оприлюднило звіт про шкоду для здоров'я, пов'язану з дослідженням космосу, зокрема з польотом людини на Марс.

#### Енергетичні потреби орбітальної космічної станції (1980-ті роки) на 6 осіб, кВт
- система життєзабезпечення — 5...7
- освітлення — 1,4
- терморегулювання — 1,2
- системи орієнтації та корекції орбіти — 1...3,5
- обладнання та засоби зв'язку — 1…3
- засоби експлуатації, контролю та ремонту — 1
- засоби підтримання нормального тиску — 1…2
- обладнання для проведення дослідів — 2
- системи стикування та розстикування — 1…3
- загальний мінімальний рівень потужності — 15,6…26,1
- запас потужності (10 %) — 1,6…2,6
- загалом — 17,2…28,7[9]

### Мікрогравітація

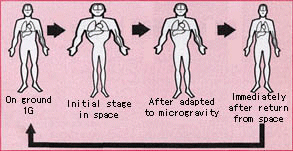
Вплив мікрогравітації на розподіл рідини по всьому тілу

Медичні дані космонавтів, які перебували на низьких навколоземних орбітах протягом тривалих періодів у 1970-х роках, показали кілька негативних наслідків середовища мікрогравітації: втрата щільності кісток, зниження м'язової сили та витривалості, постуральна нестабільність і зниження аеробної здатності. Згодом ці ефекти декондиціонування можуть погіршити діяльність космонавтів або збільшити ризик отримання ними травм.
У невагомому становищі, космонавти майже не навантажують сідничні м'язи, чи м'язи ніг, використовувані задля вставання, що призводить до їхнього ослаблення та зменшення. У космічних польотах тривалістю від п'яти до одинадцяти діб астронавти можуть втратити до 20 відсотків власної м'язової маси. Подальша втрата міцності може стати значною перешкодою у разі аварійної посадки. Після повернення на Землю із тривалих польотів астронавти значно ослаблені, і у США їм не дозволяють водити машину протягом двадцяти одного дня.
Астронавти у космосі, коли тіла намагаються звикнути до невагомості, часто втрачають орієнтацію, отримують морську хворобу та втрачають відчуття напрямку. Коли вони повертаються на Землю з тяжінням, їм доводиться пристосовуватися до гравітації, і у них можуть виникнути складнощі: у стоянні, зосередженні погляду, ходьбі та повертанні. Важливо відзначити, що ці порушення моторики, після зміни різних сил тяжіння, поглиблюються залежно від тривалості впливу невагомості. Ці зміни будуть впливати на оперативні дії, зокрема, з заходом на посадку та посадкою, стикуванням, віддаленим керуванням і під час надзвичайних пригод, які можуть статися впродовж посадки. Це може бути серйозною перешкодою для успіху місії.
Крім того, у тривалих польотах у космос космонавти-чоловіки можуть відчути негаразди із зором. Такі ускладнення з зором можуть стати серйозною вадою для майбутніх польотів до космосу, разом з відрядженням на планету Марс.

### Ультрафіолетове випромінювання

Порівняння доз радіації — зокрема кількість, очікувана під час польоту з Землі на Марс по RAD та MSL (2011—2013).

Без належного захисту екіпажі місій за межами навколоземної орбіти можуть опинитися під загрозою через протони високих енергій, які випускаються під час сонячних спалахів. Лоуренс Таунсенд з Університету Теннессі й інші, досліджували найпотужніший сонячний спалах, з усіх записаних. Цей спалах було помічено британським астрономом Річардом Керрінгтоном у вересні 1859 року. Променеві дози, які астронавти отримали б від спалаху на зразок Керрінгтона, можуть викликати гостру променеву хворобу і, можливо, навіть смерть.
Інший вид випромінення, галактичні космічні промені, створюють додаткові перешкоди для космічних польотів людини за межі низької навколоземної орбіти.
Існує також наукова стурбованість, що тривалий космічний політ може сповільнити здатність організму захищатися від хвороб. Деякі з негараздів — ослаблена імунна система і пробудження сплячих вірусів в організмі. Радіація може викликати як короткострокові, так і довгострокові наслідки для стовбурових клітин кісткового мозку, які утворюють кров та імунну систему. Оскільки обсяг космічного апарата дуже малий, ослаблена імунна система і більш дієві віруси в організмі можуть призвести до швидкого поширення інфекцій.

### Ізоляція
Під час тривалих місій астронавтів відокремлено й обмежено невеликими просторами. Депресія, самотність у кабіні й інші психологічні проблеми можуть вплинути на безпеку і успіх польоту.
Космонавти не можуть швидко повернутися на Землю, або отримати медичне приладдя, обладнання чи послуги лікарів у разі виникнення надзвичайної події. Космонавтам, можливо, доведеться довгий час покладатися на власні обмежені сили та медичні консультації з Землі.

### Механічні небезпеки
Космічний політ вимагає набагато більш високих швидкостей, ніж має наземний або повітряний транспорт, до того ж це потребує використання високоенергетичного ракетного пального задля запуску та безпечного повернення крізь атмосферу Землі, що у свою чергу спричиняє розсіювання великої кількості енергії, зазвичай, у вигляді тепла.

### Евакуація
Оскільки ракети мають високий рівень вогненебезпеки, або вибухонебезпечних руйнувань, космічні капсули зазвичай, використовують якусь систему швидкого залишення корабля, що складається, наприклад, з посадкових місць, обладнаних катапультою, для швидкого вилучення астронавтів з космічного апарата назовні й самостійної посадки з парашутом.
Один з нещасних випадків з екіпажем, стався під час запуску Спейс Шаттла Челленджер, 28 січня 1986 року, коли човник зруйнувався за 73 секунди після старту через пошкодження твердого ущільнення ракети-носія, та вибуху палива. Усі сім членів екіпажу загинули.

### Повернення іпосадка
24 квітня 1967 року космонавт «Союзу-1» Володимир Комаров загинув, коли його посадкові парашути невдало розкрилися під час дострокового приземлення, через що спускний апарат розбився.
Екіпаж з семи осіб, що знаходилися на борту космічного корабля «Колумбія», загинув під час повернення, після завершення успішного польоту до космосу, 1 лютого 2003 року. Посилений передній край вуглецевого теплозахисного шару було пошкоджено шматком замерзлої зовнішньої ізоляції кисневого баку, яка вдарила крило під час запуску. Гарячі гази зруйнували будову крила, що призвело до руйнування орбітального транспортного засобу.

### Штучна атмосфера
Є два основні способи створення штучної атмосфери: або подібна на земну суміш кисню з благородним газом, таким як азот чи гелій, або чистий кисень, який можна використовувати за тиску нижче звичного атмосферного. Азотно-киснева суміш використовується на Міжнародній космічній станції і космічному кораблі «Союз», а чистий кисень низького тиску зазвичай застосовується у скафандрах під час дій ззовні корабля.
Використання газової суміші несе ризик декомпресійної хвороби (яку часто називають «вигинами») під час переходу у навколишнє середовище з чистого кисню. Були також випадки травм і смертей, викликаних задухою за присутності занадто великої кількості азоту і недостатньої кількості кисню.
Атмосфера чистого кисню несе ризик пожежі. Це змусило НАСА використовувати суміш азоту і кисню перед запуском, а чистий кисень низького тиску — лише у космосі.

### Надійність

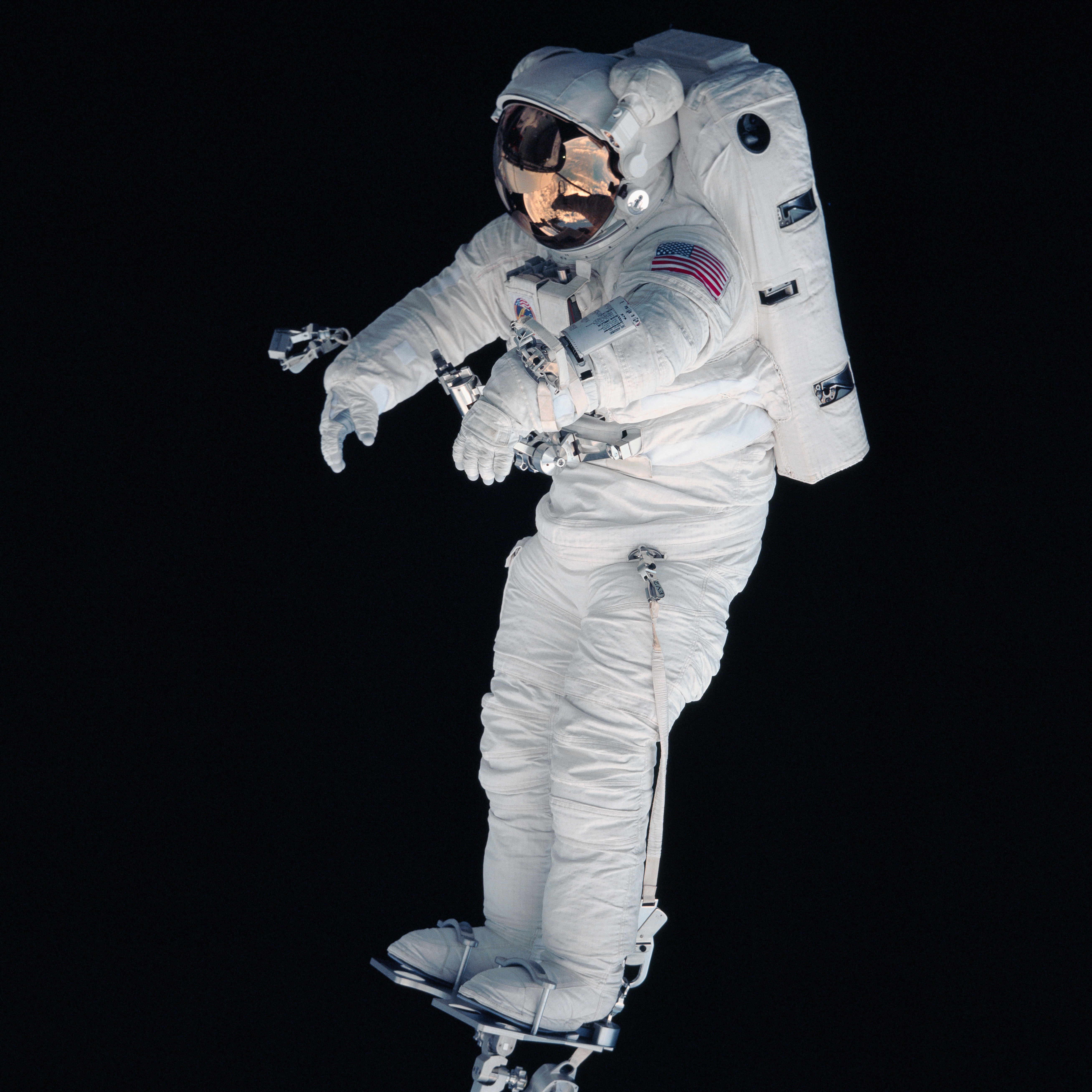
У космосі з роботизованими руками, 1993 рік

Березневу місію Джеміні, 8 березня 1966 року, було перервано на орбіті, коли система керування орієнтацією застрягла у положенні «увімкнено» і спричинила небезпечне обертання корабля, яке загрожувало життю Нейла Армстронга і Девіда Скотта. Армстронг змушений був вимкнути систему керування та використовувати систему повторного контролю, щоби зупинити обертання. Апарат здійснив аварійний спуск, і космонавти успішно приземлилися. Найбільш ймовірною причиною було визначено утворення електричного з'єднання через розряд статичної електрики, яке примушувало двигун працювати навіть за режиму «вимкнено». Систему керування пізніше було змінено, щоби кожен двигун запускався в окремому замкненому електричному колі.
Третя місячна посадкова експедиція Аполлон-13 у квітні 1970 року була припинена через вихід з ладу кріогенного балона з рідким киснем на шляху до Місяця і життя екіпажу, Джеймса Ловелла, Джека Свіглера і Фреда Хайзе, опинилося під загрозою. Резервуар вибухнув, щойно до внутрішніх перемішувальних вентиляторів у ньому було подано електричну напругу, що призвело до негайної втрати всього вмісту баку, а також до пошкодження другого вмістища та втрати залишків кисню упродовж наступних 130 хвилин. Це, зрештою, викликало вимкнення електроенергії, яка подається паливними елементами на командний космічний модуль. Екіпажу вдалося безпечно повернутися на Землю за допомогою місячного модуля, як «рятувального судна». Було встановлено, що відмову баків викликали дві помилки. Дренажний фітинг резервуара було пошкоджено під час заводських випробувань. Це спричинило використання його внутрішніх нагрівачів, для википання кисню після випробування перед запуском, що призвело до пошкодження електричної ізоляції проводки вентилятора, бо термостати на нагрівачах не відповідали потрібному рівню напруги, через непорозуміння з постачальником.